# Árpád Emrick Élő
Árpád Imre Élő (Egyházaskesző, Imperio austrohúngaro, 25 de agosto de 1903-Brookfield, Wisconsin, 5 de noviembre de 1992) fue un científico y jugador de ajedrez estadounidense.
Sus padres, granjeros húngaros, emigraron a Estados Unidos en 1913 y se establecieron en la ciudad Cleveland (Ohio), lo que le permitió estudiar física en la Universidad de Chicago y posteriormente impartirla en una Universidad de Milwaukee (1926) y después en una Universidad de Wisconsin.
Aunque el ajedrez no era para él más que una afición entre otras, Árpád Élő ganó el campeonato de Wisconsin ocho veces; y empató contra Reuben Fine (uno de los mejores jugadores del mundo) tras repetir una misma posición tres veces. También presidió la "Federación Estadounidense de Ajedrez".

## Sistema de puntuación
Es más conocido por haber desarrollado un sistema de estimación de la habilidad de los jugadores de ajedrez, el sistema de puntuación Elo. Este sistema se ha visto extendido a otros juegos de tablero, como el go y el scrabble.
El Dr. Elo, quien trabajó para la Chess Federation United State o USCF (Federación de Ajedrez de Estados Unidos), fue designado en 1959 como presidente del Comité de Puntuación. Siendo él mismo ferviente ajedrecista aficionado, basado en datos estadísticos previos (el sistema Harkness, desarrollado por Kenneth Harkness a comienzos de los años '50), concibió un nuevo método estadístico que la USCF adoptó oficialmente en 1960; y posteriormente en 1970 la Fédération Internationale des Échecs o FIDE, hasta la actualidad casi sin cambios.
Por tradición conservó algunos conceptos del método previo: la escala de puntuación, y las categorías de clase. La escala tiene un límite mínimo de 0, sitúa a los candidatos a Maestros a partir de 2000, aunque técnicamente no tiene valor máximo, si cuenta con un límite superior teórico de 3000 por cuestiones prácticas.